# 妮杯瓢蜡蝉属
妮杯瓢蜡蝉属（学名：Nenasa）是杯瓢蜡蝉科下的一个属。

## 下属物种
本属包括以下物种：
- 斜妮杯瓢蜡蝉 Nenasa obliqua Chan & Yang, 1994
- Nenasa ouchii Gnezdilov, 2018